# Bruno Söhnle

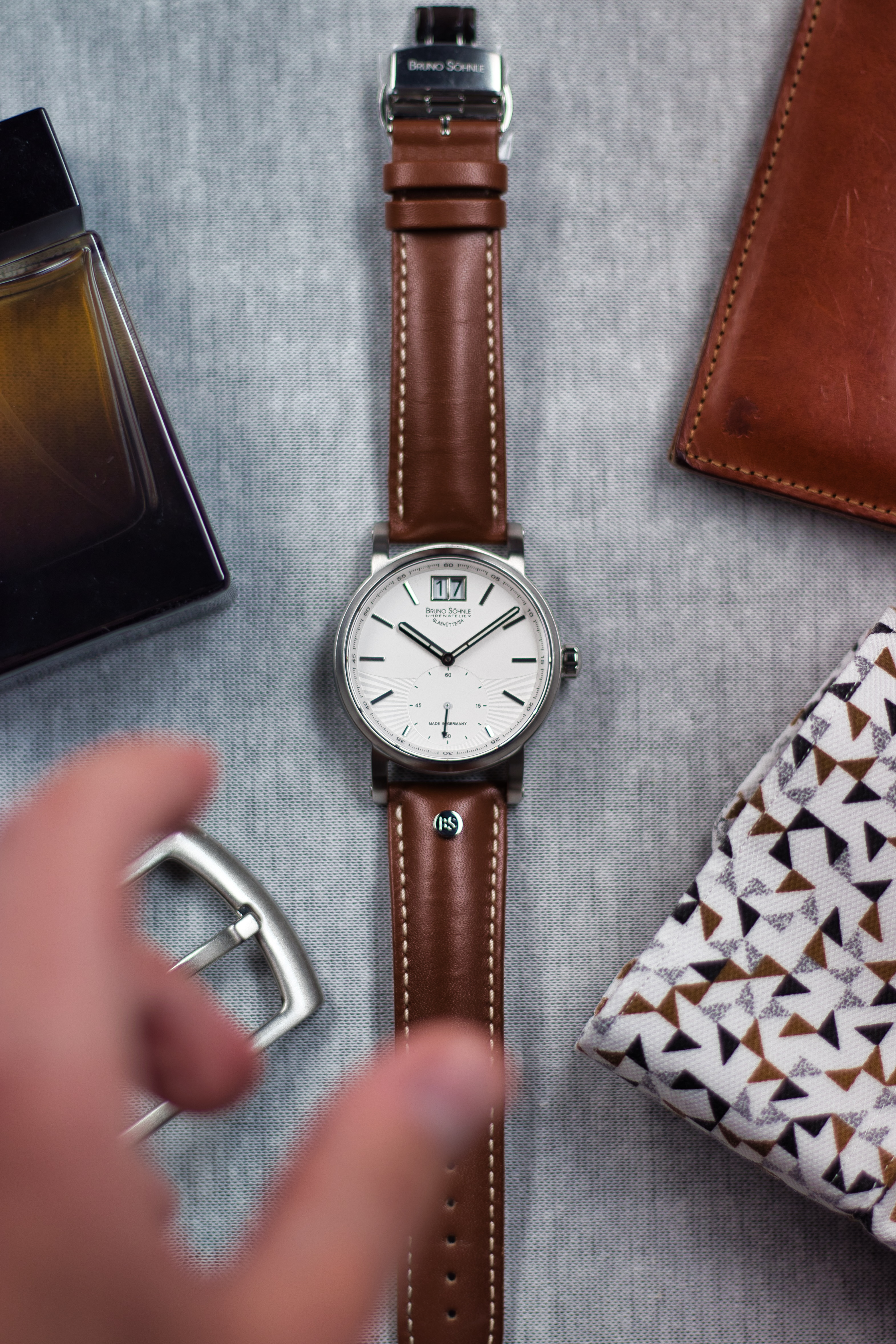
Bruno Söhnle Episode IV

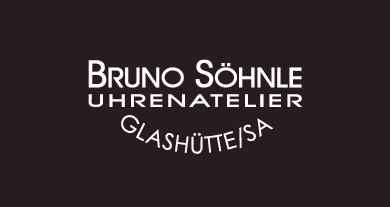
Logo bis Ende 2020

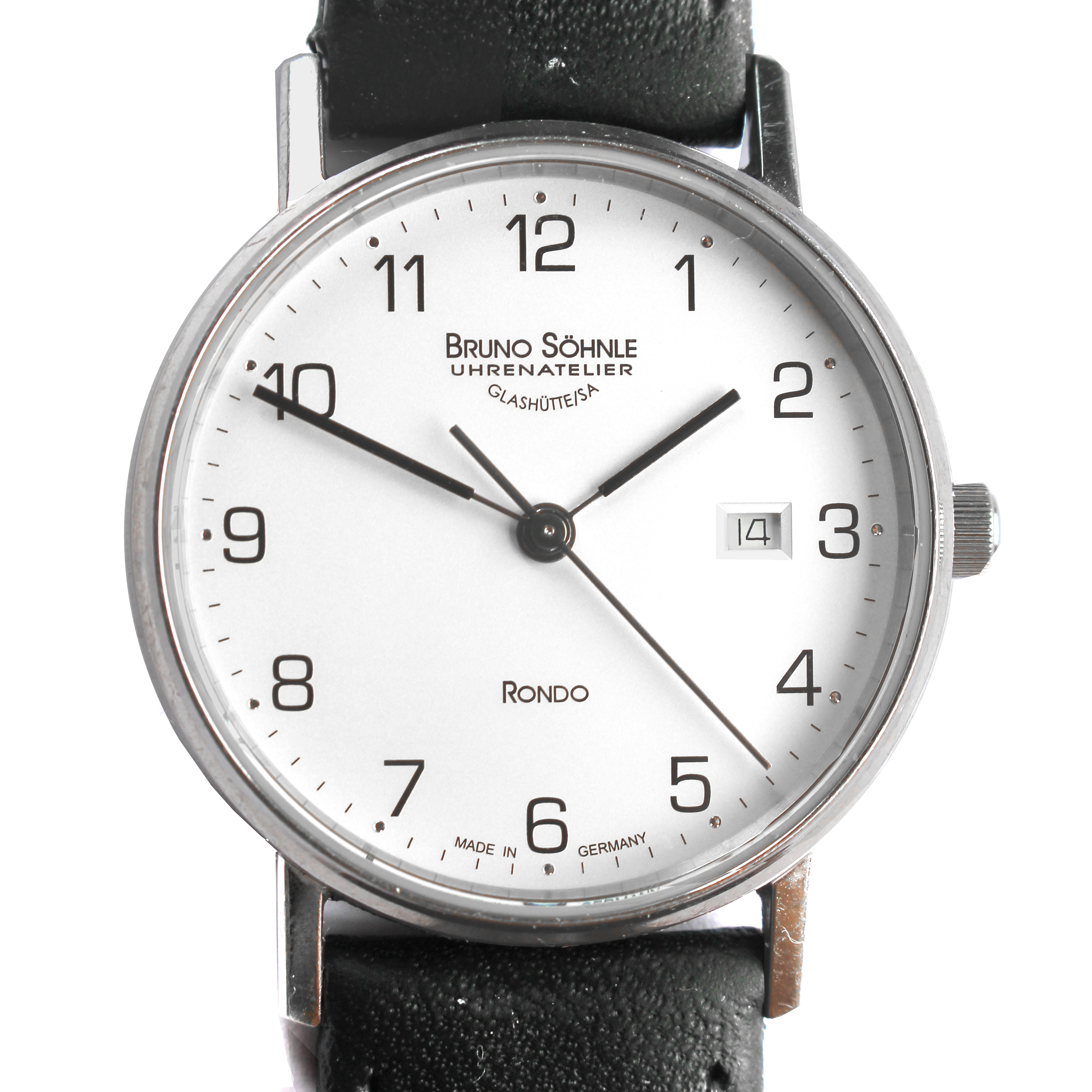
Armbanduhr aus der Kollektion Rondo

Bruno Söhnle GmbH Uhrenatelier Glashütte/Sa. ist ein deutsches Uhrenatelier aus Glashütte in Sachsen, das Quarzuhren wie auch Armbanduhren mit Handaufzug und mit Automatikwerk herstellt und vertreibt.

## Geschichte
Der bereits seit 1957 in der Uhrenbranche tätige Bruno Söhnle aus Wurmberg im Schwarzwald (* 1940) gründete im April 2000 mit vier Mitarbeitern die  Bruno Söhnle Uhrenatelier Glashütte/Sa. Bereits 1982 war ein Unternehmen Söhnles westdeutscher Vertriebspartner der damaligen VEB Glashütter Uhrenbetriebe (GUB).
Am Anfang stellte Bruno Söhnle nur Armbanduhren mit Schweizer Quarzwerken der Ronda AG her. 2008 wurde mit der Mechanik-Edition I die erste Uhr mit Handaufzug produziert. Die erste Automatik-Kollektion folgte 2010. Bruno Söhnle war der Erste, der nach der Aufteilung der GUB in Glashütte wieder mit der Herstellung von Quarzuhren begann, sodass Söhnle als Einstiegsmarke in die Welt der Glashütter Armbanduhren gilt.
2006 kaufte Söhnle das ehemalige Assmannhaus (benannt nach dem Uhrmacher Julius Carl Friedrich Aßmann) in der Dresdner Straße 14 in Glashütte, in dem noch eine Gaststätte und eine Pension betrieben wurden. In diesem Haus wurden bereits 150 Jahre früher Uhren der J. Assmann Deutsche Anker-Uhren-Fabrik Glashütte i. Sa. gebaut. Nach einer Sanierung und der Beendigung des Mietverhältnisses mit dem Pächter vergrößerte Söhnle im Frühjahr 2012 die Uhrenfertigung auf alle Teile des Hauses. Im Jahr 2022 bestand die Werkstatt in der zweiten Etage des Hauses aus rund 20 Uhrmachern und Uhrmacherinnen.
Bei der bundesweiten Umfrage eines Meinungsforschungsunternehmens belegte Bruno Söhnle Platz drei in der Kategorie Bekannteste deutsche Uhrenmarken in der Preislage von 300 bis 1000 Euro.

## Uhrenmodelle
Das Bruno Söhnle Uhrenatelier bot 2022 zehn verschiedene Kollektionen an, zu denen jeweils Herren- und Damenuhren in verschiedensten Variationen gehörten.
Die Kollektionen sind folgende:
- Rondo
- Stuttgart
- Pesaro
- München
- Bologna
- La Spezia
- La Latina
- Nabucco
- Grandioso
- Hamburg

Vom Stil her legt sich Bruno Söhnle nicht fest und bietet von minimalistisch, elegant, über extravagant und klassisch bis hin zu sportlichen Uhren viele Modelle an.

## Herkunftsbezeichnung „Glashütte“ für Uhren
Am 22. Februar 2022 trat die Verordnung zum Schutz der geographischen Herkunftsangabe Glashütte in Kraft Damit gilt: Die Herkunftsangabe „Glashütte“ darf im geschäftlichen Verkehr nur für solche Uhren verwendet werden, die im Herkunftsgebiet hergestellt worden sind. Das Herkunftsgebiet umfasst folgende Gebiete im Freistaat Sachsen:  die Stadt Glashütte, die Ortsteile Bärenstein und Lauenstein der Stadt Altenberg für die Zulieferung und Veredlung sowie Dresden für bestimmte Veredlungsschritte.
Um die Uhren mit der Herkunftsbezeichnung „Glashütte“ bezeichnen zu dürfen, muss ein Hersteller mindestens 50 % des Kalibers vor Ort in Glashütte erbringen. Bei Bruno Söhnle werden hierfür Grundplatine, Automatikbrücke, Räderwerkbrücke, Aufzugsbrücke, Ankerbrücke und Unruhkloben in Glashütte produziert und veredelt (unter anderem mit verschiedenen Vergoldungen in Gelb, Weiß und Rosé ausgestattet). Der Rotor ist eine Eigenentwicklung von Bruno Söhnle. Auf einigen Uhren von Bruno Söhnle finden sich Glashütte-typische Merkmale wie der Zierschliff auf den Zahnrädern, thermisch gebläute Schrauben, von Hand polierte, goldene Chatons und der Glashütter Streifenschliff auf der Dreiviertelplatine. Auch die Quarz-Kaliber werden im Uhrenatelier von Bruno Söhnle veredelt und sind teilweise durch Glasböden sichtbar.

## Werkführung

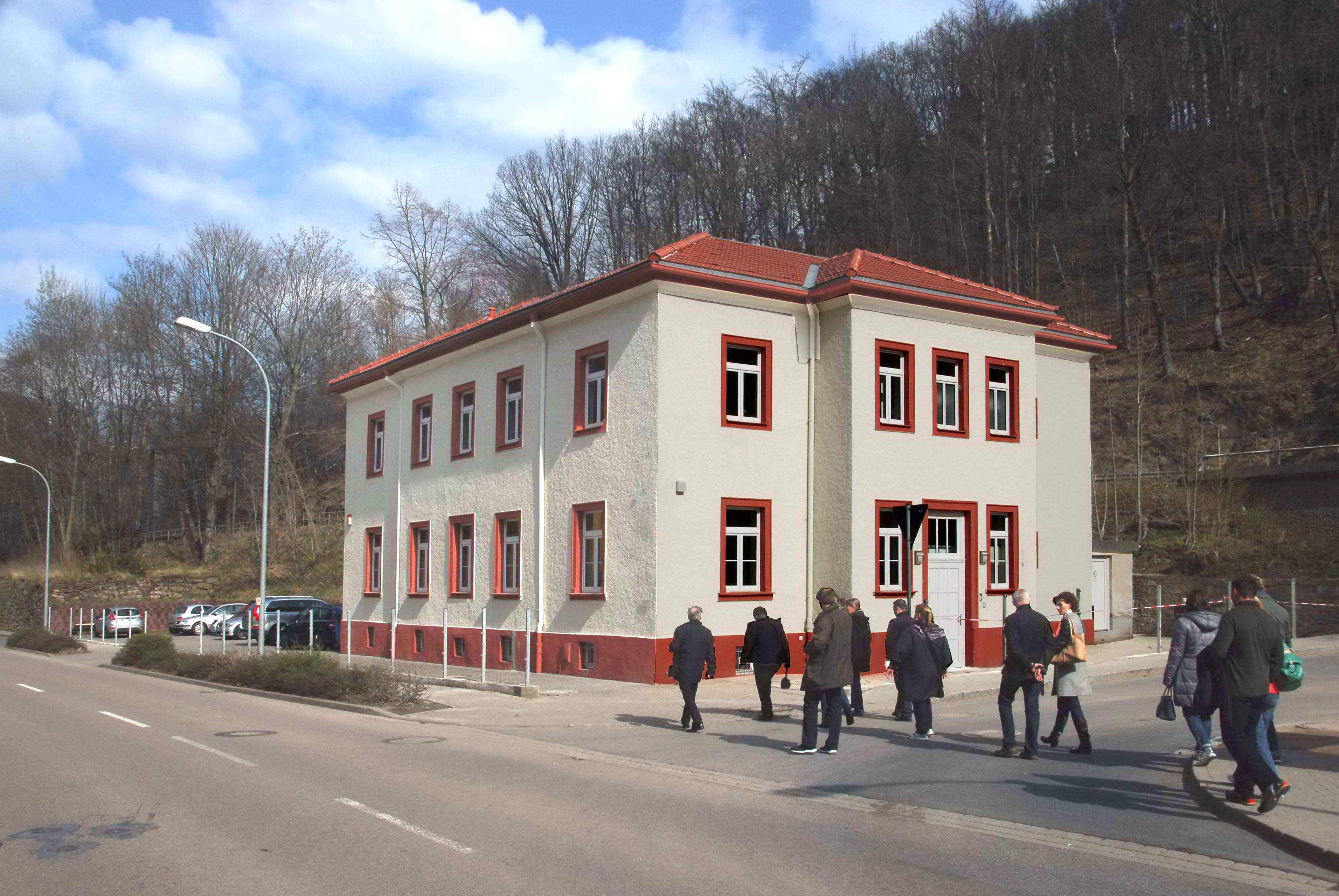
Das Betriebsgebäude bei einer Werksführung

Eine Werksführung war längere Zeit wegen Umbaumaßnahmen und der COVID-19-Pandemie nicht möglich. Seit 2023 werden wieder etwa vier Werksführungen pro Jahr bei Bruno Söhnle in Glashütte angeboten.

## Auszeichnungen
- 5. Platz im Wettbewerb zur Uhr des Jahres 2010 (Kategorie Uhren bis 2000 Euro) für die Mechanik Edition I
- 8. Platz im Wettbewerb zur Goldenen Unruh 2014 (Kategorie Uhren bis 2500 Euro) für die Lagomat Day-Date[8]
- 1. Platz im GQ Watch Award 2016 für die Stuttgart Automatik Blau in der Kategorie Einsteigeruhr[9]

## Galerie (Fertigung)

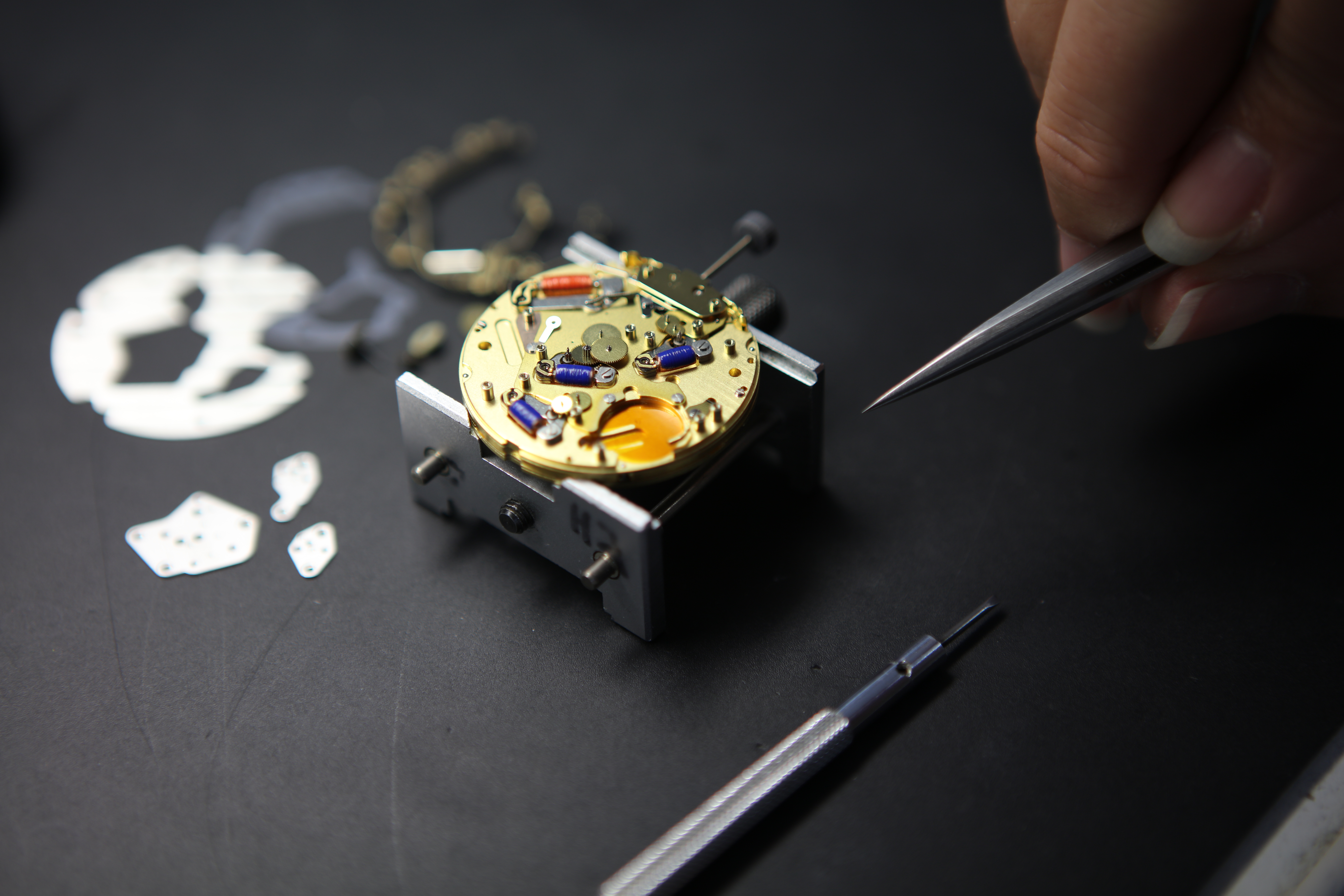
Grundplatine und Quarzwerk
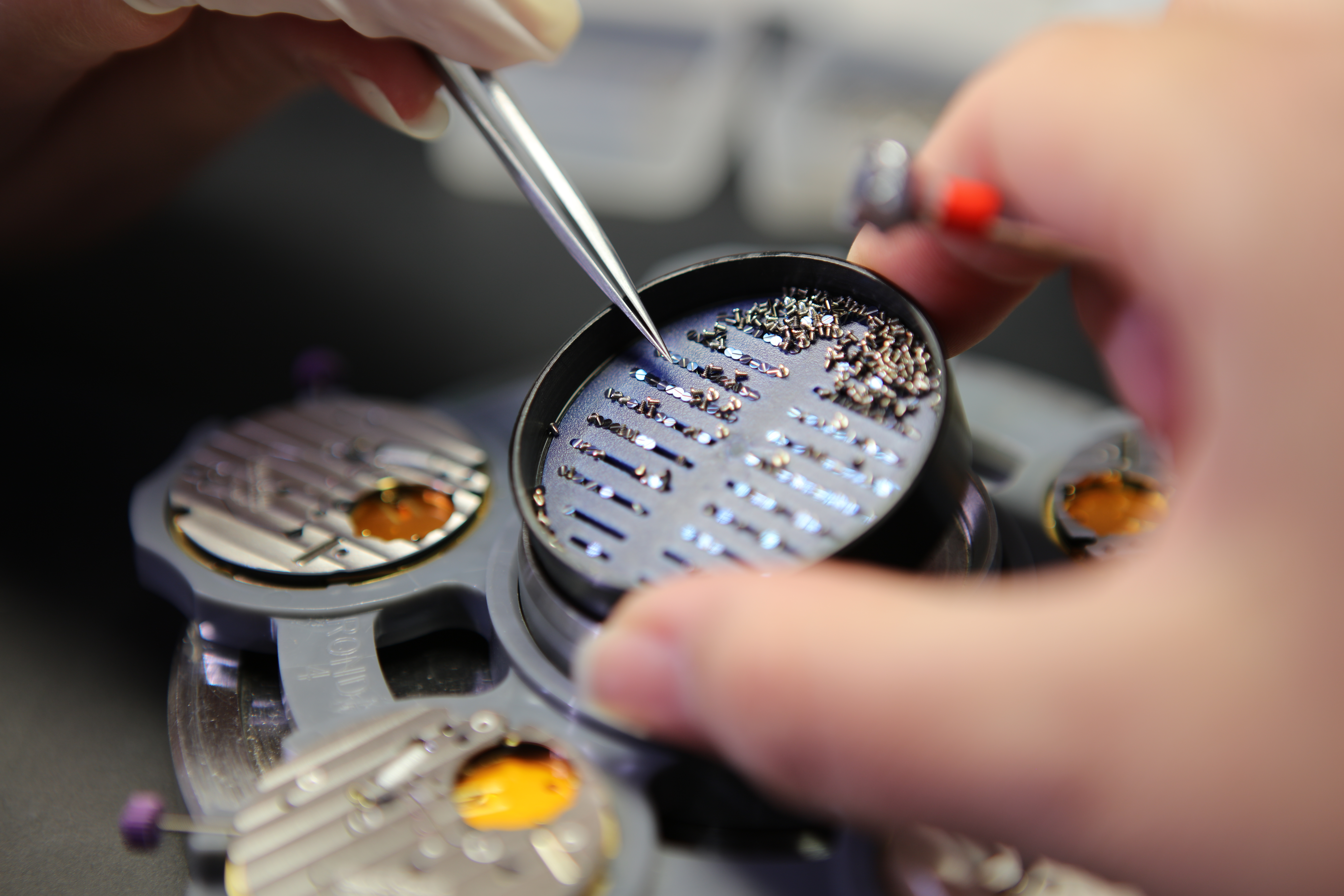
Thermisch gebläute Schrauben
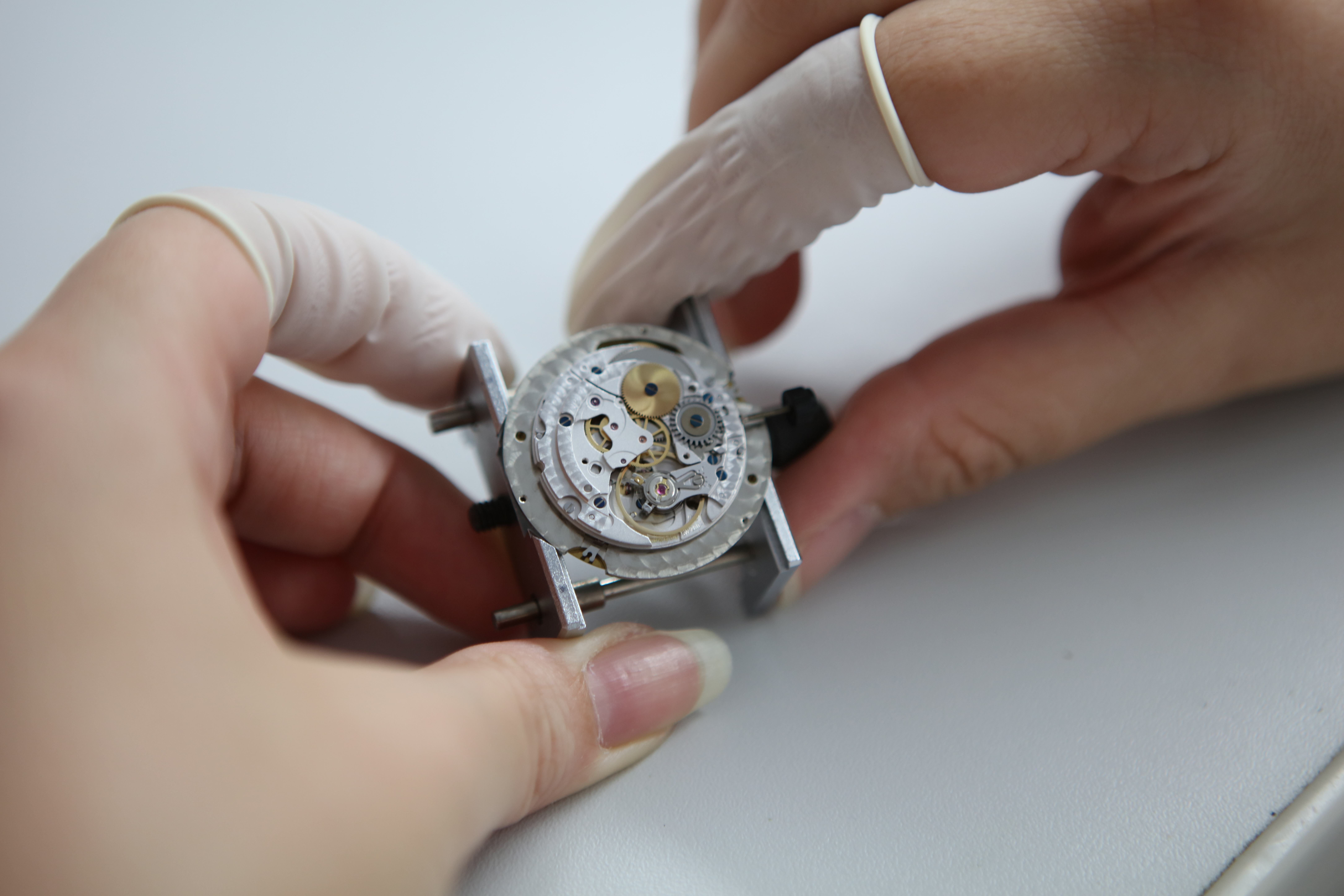
Veredeltes Automatikwerk
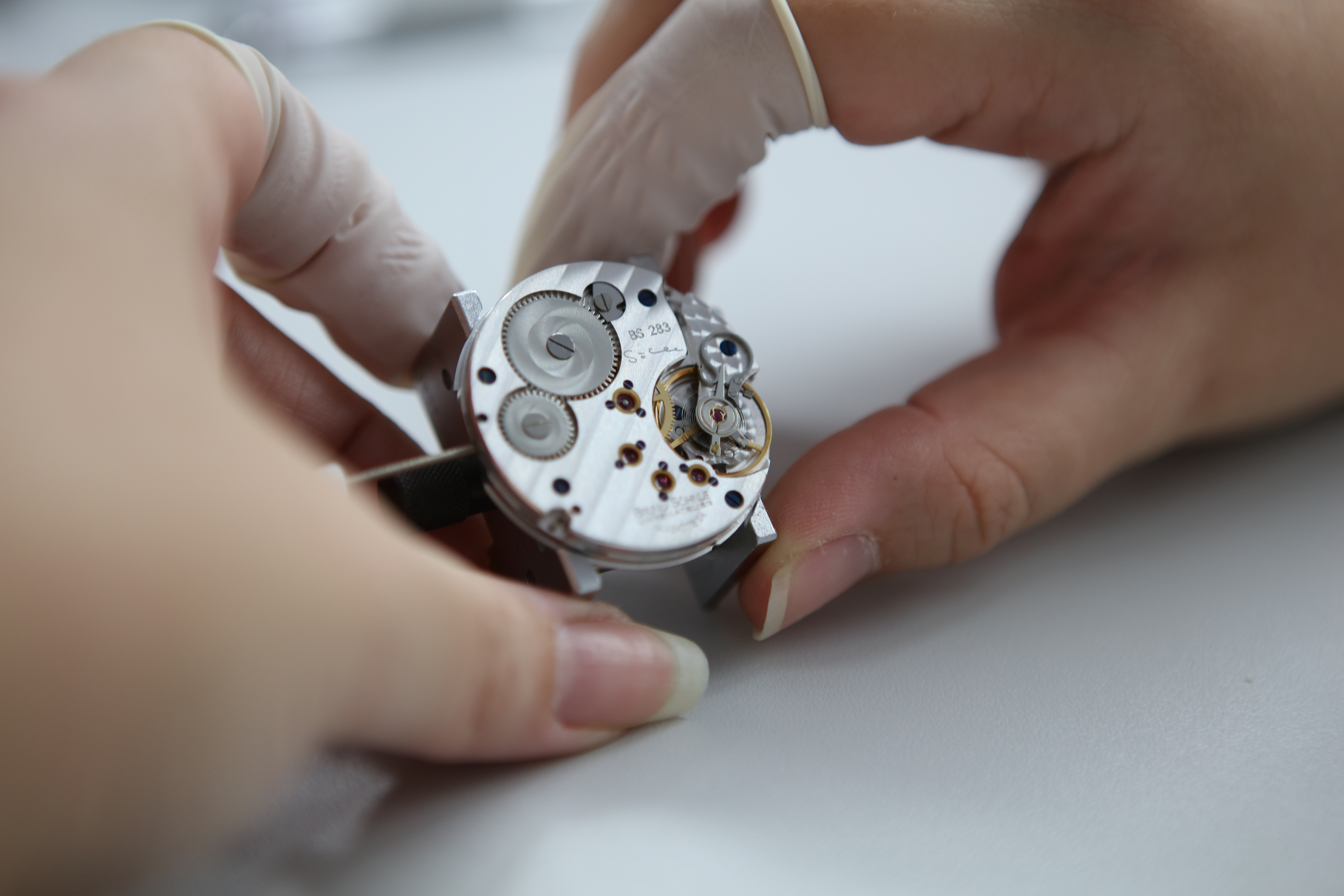
Veredeltes Handaufzugswerk